# 곳탄

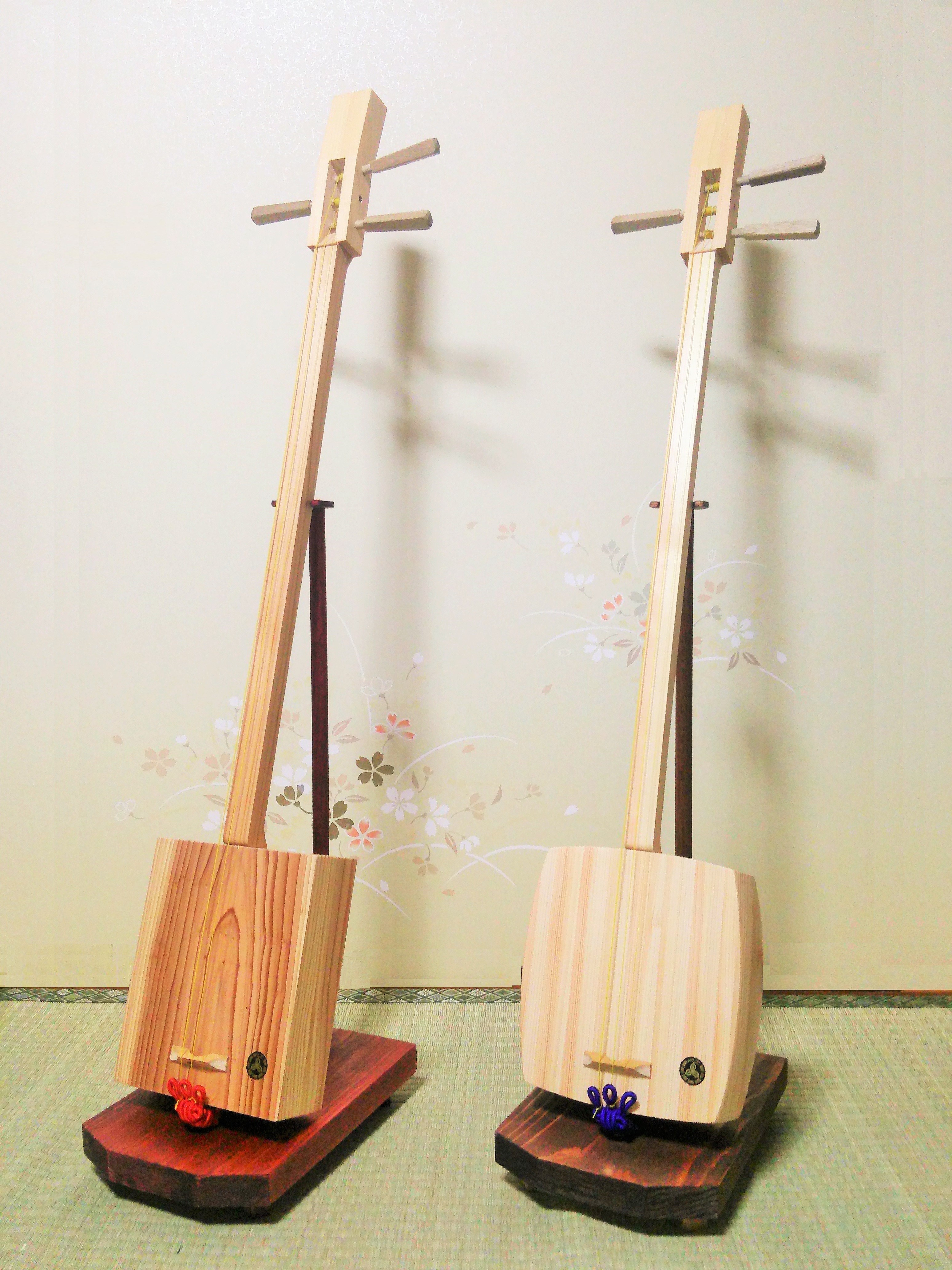
곶단

곶단(ゴッタン, gottan)은 일본 규슈 지방에 전해지는 전통 악기이다.

## 개요
곶단 은 일본 규슈 전역, 특히 가고시마현과 미야자키현을 중심으로 전해지는 전통 공예 민속 악기이다. 주로 삼나무를 재료로 하여 판을 붙여 만든 세 줄의 현악기로, 미야자키현에서는 전통 공예품으로 지정되어 있다.
곶단의 특징은 금속 못이나 철물 없이 전부 나무만으로 조립된다는 점이다. 첫 번째 줄에는 사와리(공명 장치)가 없고, 공명 상자에는 구멍을 뚫지 않으며, 대신 삼나무 판을 붙여 울림을 만든다. 지주의 길이는 샤미센보다 조금 짧으며, 샤미센과 같은 길이로 제작된 경우에는 ‘곶단’이 아니라 ‘하코샤미센(箱三味線), 이타샤미센(板三味線)’이라 불린다.
소리는 작고 낮으며, 투박하지만 맑고 깨끗한 음색을 지닌다. 연주는 보통 검지손가락만으로 뜯는 ‘쓰마비키(つまびき, 손가락 뜯기)’ 방식으로 행해진다. 세 줄을 동시에 뜯어 발생하는 탁음에 독특한 매력이 있으며, 노래의 목소리를 해치지 않아 ‘카타리모노(語りもの, 이야기식 노래)’에 적합하며, 가창을 더욱 돋보이게 한다. 곶단의 매력은 노래, 리듬, 가사의 재미가 어우러질 때 극대화된다.

곶단은 1500년대경부터 민요나 하야시우타(はやし唄, 흥을 돋우는 노래)의 반주 악기로 사용되며 오랜 시간 동안 서민들의 오락 문화 속에서 계승되어 왔다. 이후 규슈 각지로 확산되었으며, 대표적인 민속 현악기로 자리 잡았다.
이 악기는 서민뿐만 아니라 불교 승려나 신사의 가구라 등에서도 연주되었고, 중세 규슈 지역에서는 일상생활의 일부로 널리 사용되었다.
또한, 류큐 왕국(현 오키나와현)과의 교류를 통해 삼선(三線)과의 구조적 유사성 및 호환성으로 인해, 류큐 음계를 활용한 민요 등의 연주에도 사용되었으며, 이러한 점에서 오키나와의 음악적 영향을 받은 악기로 평가되기도 한다.

## 기원
곶단의 기원에 대해서는 현재 두 가지 주요 설이 존재한다.
첫 번째 설은 14세기에서 15세기 무렵, 당시의 사쓰마번이 중국과의 무역 과정에서 접한 귀주성 먀오족의 전통 삼현 비파(琵琶)에서 유래되었다는 것이다. 이 악기의 이름은 중국어로 ‘古弹(구탄, gǔ dàn)’이며, 음차로는 ‘코탄’이라 불릴 수 있었는데, 이것이 일본에서 ‘곶단’으로 해석되고 정착되었다는 설명이다.
두 번째 설은, 한 대목장이 새 집의 상량식을 앞두고 남은 자재로 연회를 위해 하룻밤 사이에 만든 악기라는 것이다. 이 악기는 거칠고 투박했기 때문에 일본어의 속어인 ‘ゴッタマしい(조잡하고 볼품없는)’라는 말과, 가고시마 지역 방언에서 접미사로 자주 쓰이는 ‘〜단(〜たん)’이 결합되어 ‘곶단’이라는 이름이 붙었다는 설명이다.
이 두 가지 설 중 어느 것이 정확한지는 현재까지도 명확히 밝혀지지 않았다.
1. ↑  “ゴッタンの謎 〜薩摩の民俗楽器〜｜左大文字堯司” (일본어). 2022년 1월 6일. 2025년 4월 25일에 확인함.
2. ↑  “屋久島で民俗楽器ゴッタンのトークライブ 資料館の所蔵品を修復して演奏”. 2025년 4월 25일에 확인함.
3. ↑  “沖縄県三線製作事業協同組合” (일본어). 2025년 4월 25일에 확인함.
4. ↑  “鹿児島県・上甑島。島の小さな集落で、幻の楽器の音色に浸る | ブルータス” (일본어). 2025년 4월 25일. 2025년 4월 25일에 확인함.